# 122 Leadenhall Street
122 Leadenhall Street, auch einfach Leadenhall Building genannt, ist ein Hochhaus mit einer Höhe von 225 m im Londoner Finanzbezirk der City of London. Sein keilförmiges Aussehen verlieh dem Gebäude im Volksmund den Namen Cheesegrater (englisch für Käsereibe).
Eine Besonderheit des Leadenhall Building ist, dass es zu 85 % aus Fertigteilen besteht; der sonst bei Wolkenkratzern übliche zentrale Betonkern entfällt.
Das Leadenhall Building ist der drittgrößte Wolkenkratzer Londons. Betrachtet man die Höhe mit Antenne, so misst der Heron Tower 230 m und verdrängt das Leadenhall Building auf Platz sechs. Das Hochhaus bietet Büroflächen für namhafte Unternehmen wie Aon oder den Versicherungskonzern Amlin. Auch das Architekturbüro Rogers Stirk Harbour + Partners, welches selbst für den Bau des Wolkenkratzers verantwortlich zeichnet, verlegte seinen Sitz in das 14. Stockwerk des Gebäudes.